# Bramont (rivière)
Pour les articles homonymes, voir Bramon et Bramont.
Le Bramont (ou Bramon) est une rivière française du Massif central qui coule dans le département de la Lozère, en région Occitanie. C'est un affluent gauche du Lot, donc un sous-affluent de la Garonne.

## Géographie
Le Bramont prend sa source à 1 518 m d'altitude, sur le flanc sud-ouest du Roc des Laubies, dans le massif du mont Lozère, au cœur du parc national des Cévennes.
Après être descendu du mont Lozère en suivant des gorges auxquelles il a donné son nom, il traverse la vallée du Valdonnez en longeant le flanc sud-ouest du truc de Balduc. Il reçoit les eaux de la Nize au sud de Rouffiac et Saint-Bauzile.
Puis il rejoint quelques kilomètres plus loin le Lot en rive gauche, à Balsièges, à 685 m d'altitude environ, c'est-à-dire à sept kilomètres en aval de la ville de Mende. La longueur de son cours est de 25,4 km.
C'est l'affluent le plus méridional du Lot amont (Lot de sa source jusqu'à Entraygues)

### Communes et cantons traversés
Le Bramont coule exclusivement dans le département de la Lozère, où il n'arrose que les trois communes de Saint-Étienne-du-Valdonnez (source), Saint-Bauzile et Balsièges (confluence).
Soit en termes de cantons, le Bramont prend source dans le canton de Saint-Étienne-du-Valdonnez, et conflue dans le canton de Chirac, le tout dans le seul arrondissement de Mende.

### Bassin versant
Le Bramont traverse une seule zone hydrographique 'Le Bramont' (O703) de 121 km2. Ce bassin versant est composé à 69,83 % de « forêts et milieux semi-naturels », à 29,35 % de « territoires agricoles », à 0,56 % de « territoires artificialisés ».

## Affluents
Le Bramont a douze tronçons affluents référencés dont :
- la Nize (ou la Prade) : (rd), 13,4 km de rang de Strahler trois
- le Lançon : (rg), 4,9 km
- l'Amourous : (rg), 4,9 km
- le ruisseau de Valoubière : (rg), 2,2 km

Donc le rang de Strahler est de quatre.

## Hydrologie
Le Bramont a de très fortes variations de débit : de 0,094 m3/s à 93 m3/s.
Le Bramont est une rivière assez abondante, mais aussi irrégulière, comme la plupart des cours d'eau coulant sur les versants du massif central français.

### Le Bramont à Saint-Bauzile
Son débit a été observé sur une période de 39 ans (1970-2008), à Saint-Bauzile, localité située non loin de son confluent avec le Lot. Le bassin versant de la rivière y est de 116 km2 soit la presque totalité de celui-ci.
Le module de la rivière à Saint-Bauzile est de 1,80 m3/s.
Le Bramont présente des fluctuations saisonnières de débit fort marquées, avec une période de hautes eaux prolongée de l'automne au printemps et portant le débit mensuel moyen à un niveau situé entre 2,20 et 2,84 m3/s, de novembre à mai inclus (avec deux maxima : le premier en décembre-janvier, le second moins important en avril). Le régime hydrologique est donc dit pluvio-nival. Dès fin mai le débit diminue rapidement pour aboutir à la période des basses eaux qui se déroule de juillet à début octobre, amenant une baisse du débit moyen mensuel jusqu'à 0,354 m3 au mois d'août, ce qui reste assez consistant par rapport au module de base. Mais les fluctuations de débit peuvent être plus importantes d'après les années et sur des périodes plus courtes.

### Étiage ou basses eaux
À l'étiage le VCN3 peut chuter jusque 0,094 m3/s, en cas de période quinquennale sèche, soit 94 litres/s, ce qui est relativement sévère, mais correspond à la norme du régime des cours d'eau de la région.

### Crues
Les crues peuvent être importantes, du moins pour une petite rivière dotée d'un petit bassin. Les QIX 2 et QIX 5 valent respectivement 27 et 44 m3/s. Le QIX 10 est de 54 m3/s, le QIX 20 de 65 m3/s, tandis que le QIX 50 vaut 78 m3/s.
Le débit instantané maximal enregistré à Saint-Bauzile durant cette période, a été de 93,3 m3/s le 5 novembre 1994, tandis que le débit journalier maximal enregistré était de 66,7 m3/s le même jour. En comparant la première de ces valeurs à l'échelle des QIX de la rivière, il apparaît que cette crue était nettement supérieure au niveau de crue défini par le QIX 50, et donc exceptionnelle.

### Lame d'eau et débit spécifique
Au total, le Bramont est une rivière abondante, mais fort irrégulière. La lame d'eau écoulée dans son bassin versant est de 491 millimètres par an, ce qui est nettement supérieur à la moyenne d'ensemble de la France tous bassins confondus (320 millimètres par an), mais aussi un peu plus élevé que la moyenne du bassin du Lot (446 millimètres par an). Le débit spécifique (ou Qsp) de la rivière atteint 15,5 litres par seconde et par kilomètre carré de bassin.

## Les pertes supérieures du Bramont
Le Bramont est une rivière très particulière en ce sens que ses eaux constituent, via son lit subaérien, un affluent majeur du Lot, mais aussi, via une capture souterraine, un affluent occulte du Tarn ! Le phénomène est connu depuis toujours; des documents d'archives en font état depuis 1807.
Le Bramont coule, depuis sa source sur le Mont Lozère, sur un substrat granitique ; quand il touche aux formations calcaro-dolomitiques du plateau hettangien des Bondons, via une cuesta établie sur faille, il se perd en partie dans trois zones d'absorption liées à une caverne qui a été explorée à partir de 1987 (grotte-perte du Bramont, qui développe 2500 m de galeries); la résurgence se fait dans le vallon des Combes où elle donne naissance à un cours d'eau appelé lui aussi "Bramont" ; ce ruisseau se grossit de venues d'eau pour former un affluent du Tarn au lieu-dit "Le Cantonnet".
Au moins trois procès ont eu lieu durant le XIXe siècle en raison du fait que les "gens du plateau supérieur" bouchaient les pertes, afin d'en priver les "gens du plateau inférieur"; ces derniers ne se privaient pas d'aller rouvrir les pertes, d'où de nombreux conflits comparables à ceux racontés par Marcel Pagnol dans "Jean de Florette" et "Manon des Sources"; les "anciens" du plateau supérieur relevant du seigneur local (famille de Malafosse) avaient même inscrit dans le roc et l'arène granitique un lit de dérivation qui permettait d'éviter à l'eau d'arriver à la cuesta calcaro-dolomitique; un petit barrage en amont sur le cours de la rivière dirigeait cette capture dont la résultante était l'assèchement complet du lit normal de la rivière sur près d'un kilomètre. Les vallons des Combes, de Nozières et d'Ispagnac étaient alors privés d'eau; les neuf moulins qui étaient essentiels à l'économie locale l'étaient aussi...
Une décision ministérielle, datée du 9 juin 1869 (ministre de l'Agriculture, du Commerce et des Travaux Publics) a ordonné au préfet de la Lozère de faire appliquer le jugement rendu en 1822 suivant lequel il était interdit de toucher aux pertes et qu'il fallait que la répartition des eaux soit équitable des deux côtés. Cette décision ministérielle a toujours cours de nos jours, ce qui n'a jamais empêché nombre d'opérations clandestines, non plus que l'autorisation de captage des eaux (en amont) pour la consommation humaine du Causse de Sauveterre entier, ce sans prendre en compte l'impérieuse nécessité de laisser la moitié du débit originel transiter sous terre pour rejaillir aux Combes. Un projet d'occlusion définitive des pertes a même vu le jour, voici quelques années, pour permettre la formation d'une retenue collinaire destinée à permettre l'irrigation agricole des secteurs proches... La mairie d'Ispagnac a fait jouer la décision ministérielle afin de contrecarrer ce projet; on constate que ce dernier n'a jamais abouti. Il aurait mis fin à un remarquable phénomène naturel dont il n'existe en France que très peu d'exemples comparables.
Il y a lieu d'indiquer que le Bramont se perdait, voici des centaines de millénaires, dans une autre caverne: la grotte de Malaval; les eaux qui étaient alors dérivées souterrainement accomplissaient un long voyage (plus de 3500 m en projection horizontale, au sein d'une caverne développant plus de 12 000 m de galeries) avant de revoir le jour au lieu-dit Monteils, donnant le jour à un ruisseau affluent du Briançon, lui-même affluent du Tarn.
Il n'y a pas, en France, de rivière pareillement écartelée ! Car d'autres pertes, inférieures celles-là, affectent son cours et là encore au profit d'un autre bassin; plusieurs colorations l'ont prouvé (plusieurs pertes); la perte la plus spectaculaire qui a révélé au public ces phénomènes s'est ouverte brusquement en novembre 2003.
Les pertes supérieures du Bramont peuvent naturellement se boucher ou se déboucher; il en résulte des débits forcément fluctuants relevés dans le cours aval sans que cela ne soit en rapport avec la pluviométrie.

## La disparition dans les pertes inférieures
Le 17 novembre 2003, le Bramont a été englouti dans un gouffre de 20 mètres de diamètre et une dizaine de mètres de profondeur, entre le bourg de Saint-Étienne-du-Valdonnez et son hameau de Molines. L'aven absorbait la totalité des eaux de la rivière, avec pour conséquence immédiate un assèchement total du cours aval. La résurgence se produisait au lieu-dit "Fontmaure" dans la vallée voisine au lieu-dit Langlade sur le territoire de la commune de Brenoux; cette résurgence est connue localement sous la dénomination de "Fontmaure",,.
Le 3 décembre 2003, lors de crues importantes, l'impétuosité des eaux du Bramont a rebouché le trou, permettant à la rivière de retrouver son cours normal.[réf. nécessaire]